# Фашаян, Роман Олегович
Рома́н Оле́гович Фашая́н (26 июня 1959, Баку — 8 мая 2025, Ефремов, Тульская область) — российский скульптор, доцент Института цифрового дизайна Московского института электронной техники, Заслуженный художник Российской Федерации (2011).

## Биография
Родился 26 июня 1959 года в Баку.
Занимался скульптурой с 1983 года, создал не менее 38 памятников. Основная тематика памятников — Великая Отечественная война.
В 1985 году с отличием окончил Пензенское художественное училище им. К. А. Савицкого. В 1990 году с отличием окончил Московское высшее художественно-промышленное училище (с 2022 года Российский государственный художественно-промышленный университет имени С. Г. Строганова), в 2001 году окончил аспирантуру там же.
В 2015 году стал победителем всероссийского конкурса на создание стел «Город воинской доблести» в 15 городах Московской области.
Преподавал в Институте цифрового дизайна Московского института электронной техники, имел учёное звание доцента.
Являлся членом правления Союза художников Подмосковья и директором Детской художественной школы № 9 города Москвы.

### Смерть
Скончался 8 мая 2025 года, спустя несколько часов после официального открытия созданного им воинского мемориала участникам СВО в городе Ефремове Тульской области.

## Награды и премии
- Медаль «За труды в культуре и искусстве» (3 марта 2025 года) — за заслуги в области культуры и искусства, многолетнюю плодотворную деятельность[7].
- Заслуженный художник Российской Федерации (11 июня 2011 года) — за заслуги в области изобразительного искусства[8][3][4].
- Серебряная медаль Российской академии художеств (2016) за монументальные скульптурные произведения[9].
- Премия «Наше Подмосковье» от губернатора Московской области — трижды[3].

## Работы
- Монумент «Скорбящая мать» в память погибшим в Великой Отечественной войне и Вечный огонь, Солнечногорск[4].
- Памятник дважды герою Советского Союза Д. А. Драгунскому (2001), Солнечногорск
- Стелы «Город воинской славы» в Клину[10], Истре[11] и Солнечногорске[12] (2016).
- Двойной барельеф «Роскосмос» к 100-летию Афанасьева (2018), Клин[13].

## Галерея

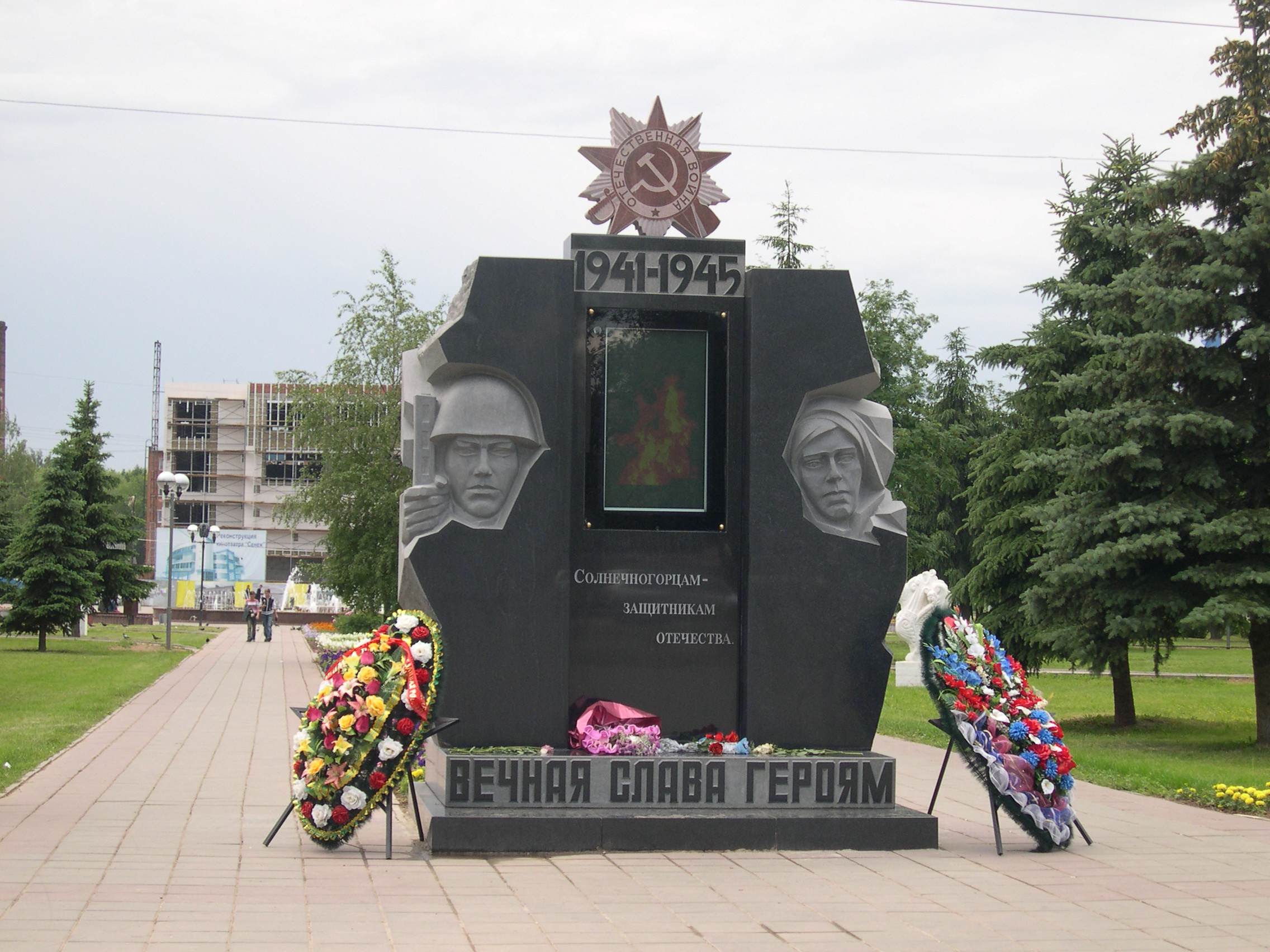
Вечный огонь «Солнечногорцам — защитникам отечества», Солнечногорск
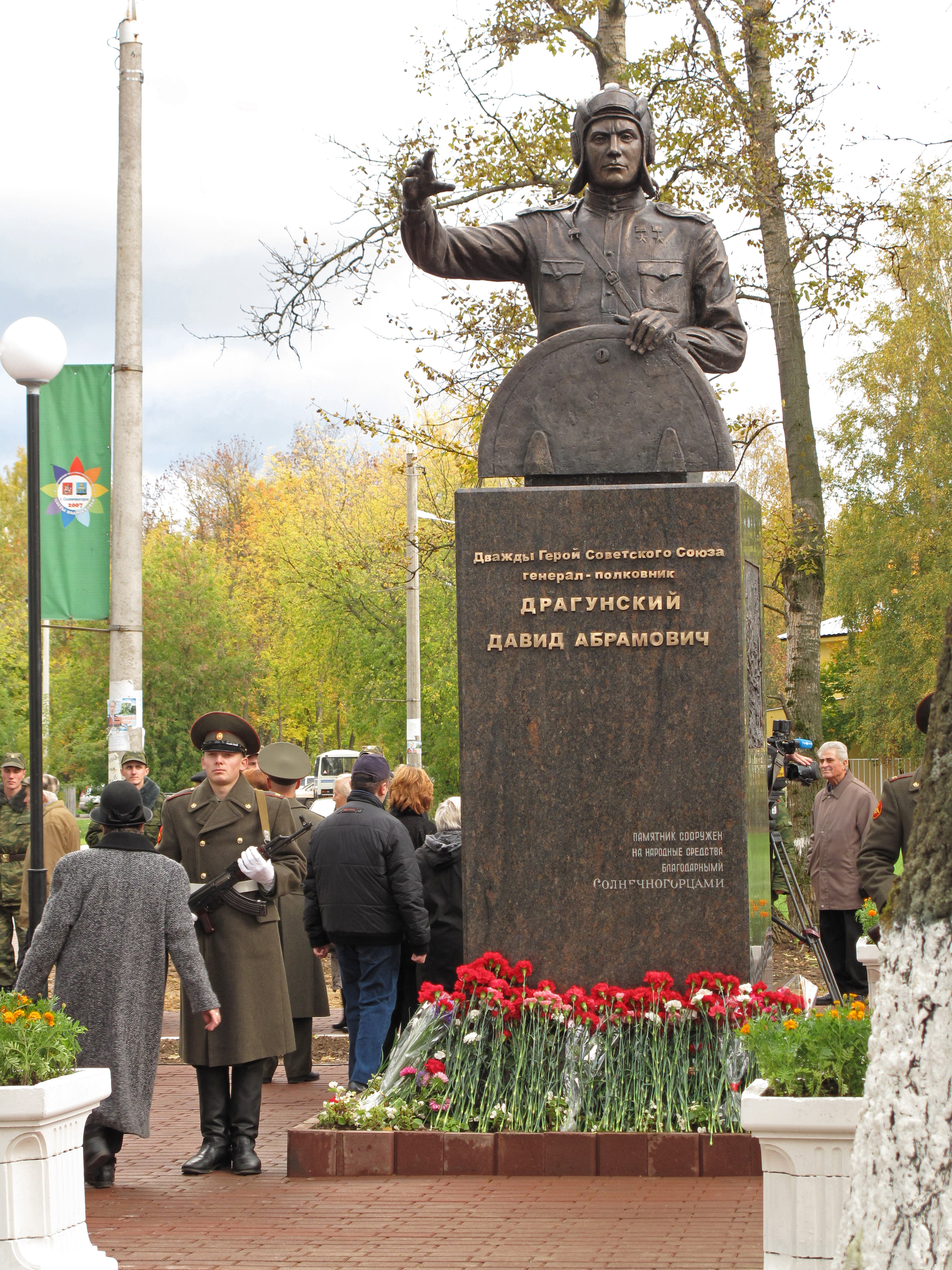
Памятник дважды герою Советского Союза Д. А. Драгунскому, Солнечногорск
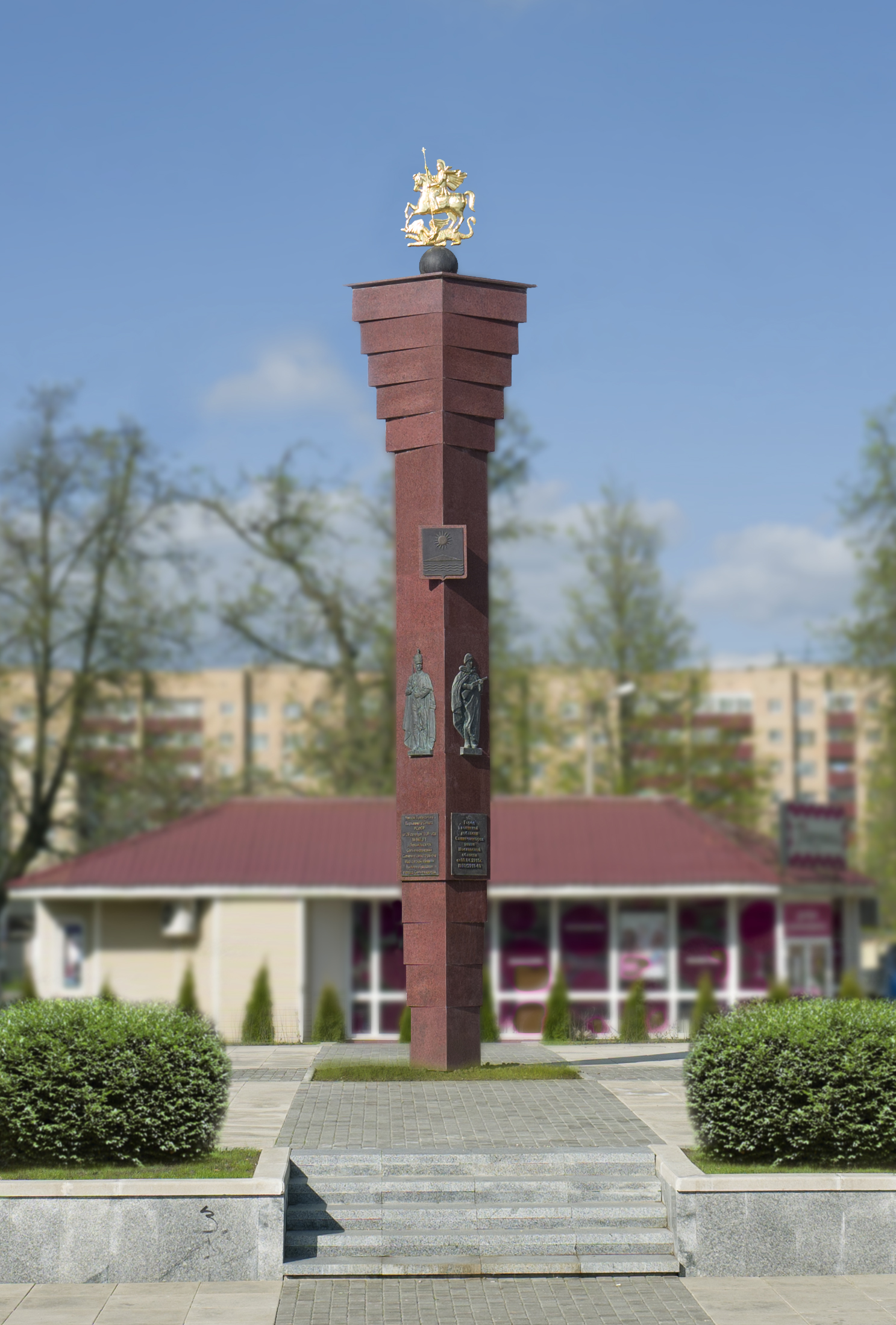
Стела воинской доблести, Солнечногорск
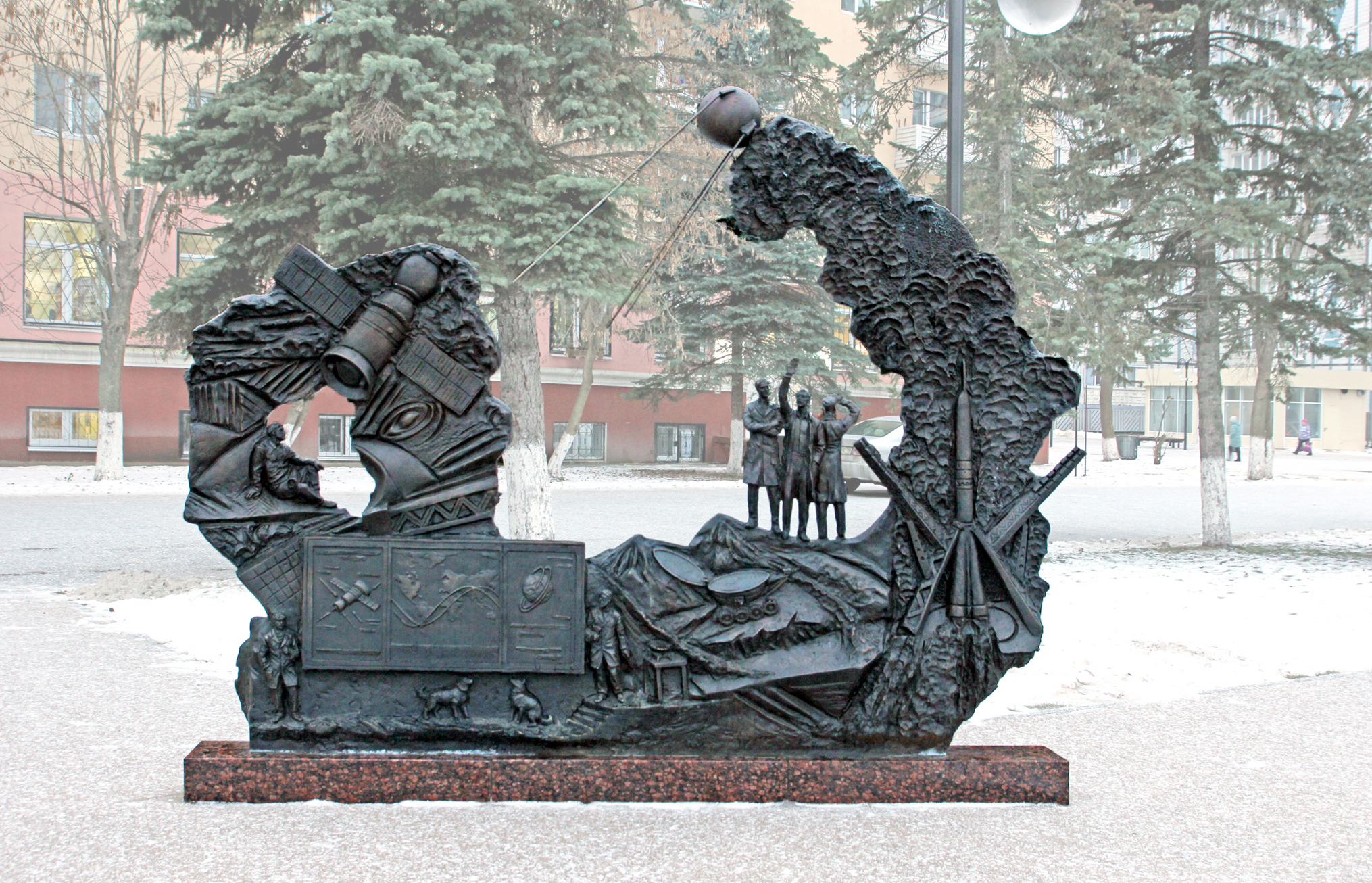
Левая часть барельефа «Роскосмос», Клин
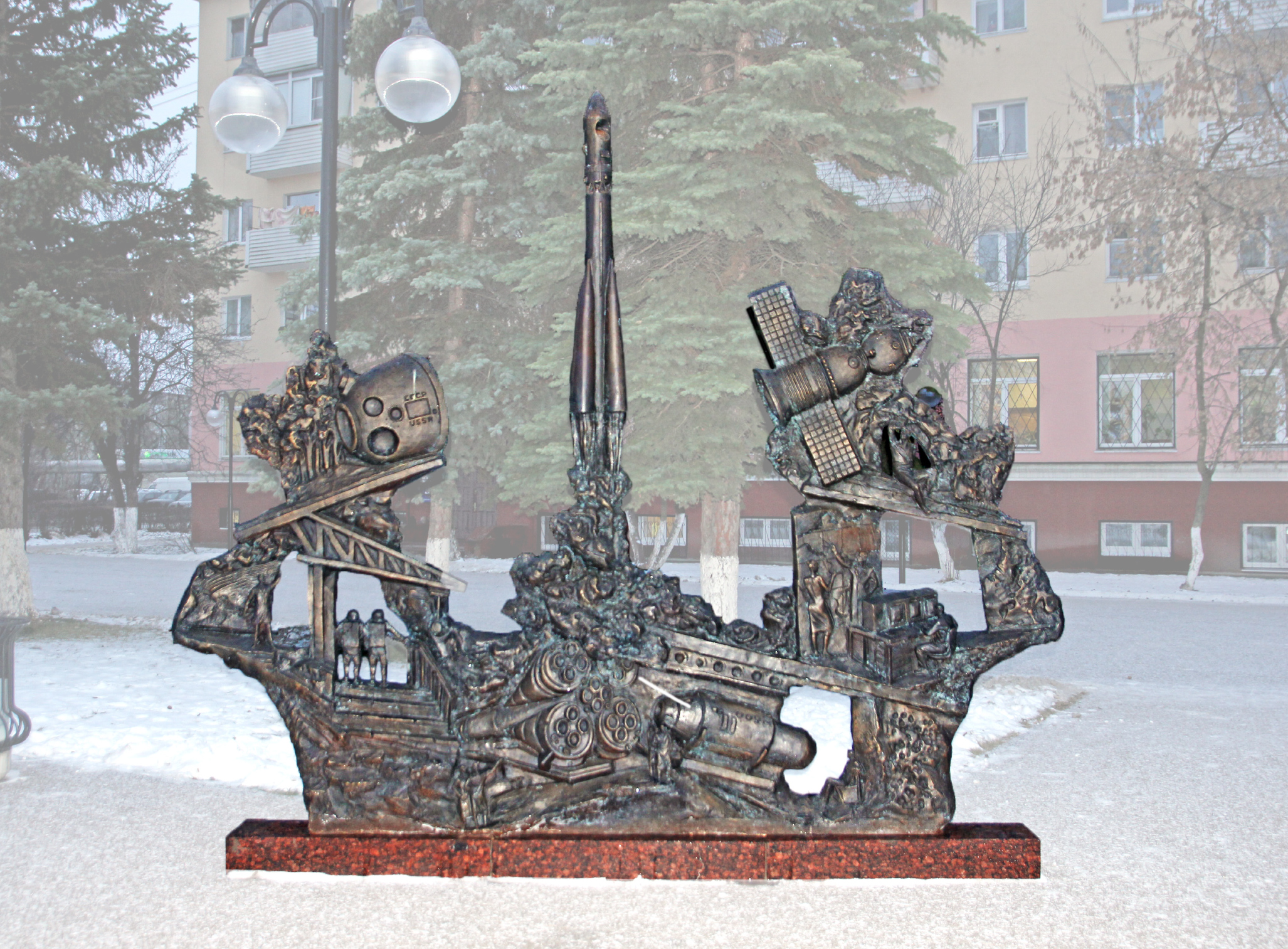
Правая часть барельефа «Роскосмос», Клин

## Семья
- Жена — Ольга Борисовна Фашаян, художник.
- Дочери: Евгения Романовна Фашаян, дизайнер, доцент Московского института электронной техники, и Жанна Романовна Фашаян, фотограф.